# Adams’ Grammar School
Die Adams’ Grammar School (AGS) ist eine 1656 gegründete britische Privatschule. Sie war die erste Public School in Newport, Shropshire.
Adams’ GS ist in vier Häusern organisiert, die als Basis für sportliche und fachliche Wettbewerbe dienen. Diese sind in boarding houses für die Internatsschüler und day houses für die Externen unterteilt.
Die renommierte Schule verfügt über ein aktives Netzwerk ehemaliger Schüler (Alumni). Zu den Absolventen der Schule gehören Jeremy Corbyn und John, 1. Earl Gower.